# 灰姑娘online中！
灰姑娘online中！，日本电视剧，改编自中国小说《微微一笑很倾城》。

## 演员表
| 角色       | 演员       | 说明                                       |
| ---------- | ---------- | ------------------------------------------ |
| 有泽一花   | 中村里帆   | 美女学霸，游戏昵称“微微”，网游高手         |
| 小野田朝阳 | 濑户利树   | “天谕”排名第一的玩家“里昂”，创办有游戏公司 |
| 池本海     | 对比地杏奈 |                                            |
| 直井俊介   | 山下航平   |                                            |
| 广木陵     | 三浦獠太   |                                            |
| 涉谷里美   | 川村海乃   |                                            |
| 笹原贤吾   | 井上想良   |                                            |

## 制作与播出
该剧由日本富士電視台旗下影音平台FOD与中国视频网址优酷共同制作。2020年12月21日公布選角和主視覺海報，2021年1月12日於網路平台上線播出。

## 备注
1. ↑  该作品的中文也被翻译为灰姑娘上线啦！、仙杜瑞拉上線中[2]等，优酷网直接使用了中文原名“微微一笑很倾城”[3]